# أوكي تاكاسي
أوكي تاكاسي (باليابانية: 高瀬 大樹؛ مواليد 20 أبريل 1978) هو مُقاتل فنون قتالية مختلطة ياباني.

## وصلات خارجية
- أوكي تاكاسي على موقع يو إف سي (الإنجليزية)
- أوكي تاكاسي على موقع شيردوغ (الإنجليزية)
- أوكي تاكاسي على موقع IMDb (الإنجليزية)